# Christian Tappan
Christian Tappan (Cidade do México, 19 de fevereiro de 1972) é um ator colombo-mexicano. Ele foi indicado ao Emmy Internacional de melhor ator por sua atuação como Jairo Molina Valencia na série de televisão O Maior Assalto, da Netflix.

## Filmografia

### Televisão
- Griselda (2022) — Arturo
- Siempre fui yo[3] (2022) — Silvestre "El Faraón" Díaz
- Primate[4] (2022) — William Díaz / William Days
- La venganza de las Juanas[5] (2021) — Procurador Sánchez
- La negociadora[6] (2021) — Cicerón
- De brutas, nada[7] (2020) — Sr. Pacheco
- El robo del siglo[8] (2020) — Jairo Molina Valencia 'El Abogado'
- Operación Pacífico (2020) — Major Ernesto Vargas
- Decisiones: Unos ganan, otros pierden (2019) — Professor Miguel Sandi
- Snowfall (2019) — Rigo Vasco
- La reina del sur (2019) — Willy Rangel
- Maria Magdalena (2018-2019) — Juan «El Bautista»
- Distrito salvaje (2018-2019) — Alias Apache
- Paraíso Travel (2018) — Gonzalo Acuña
- La fiscal de hierro (2017) — Francisco Miranda
- La hermandad (2016-2017) — Gorka Marín
- Cuando vivas conmigo (2016) —Felicito Yanequé
- Narcos (2015-2016) — Kiko Moncada
- El señor de los Cielos (2015-2016) — Gustavo Gaviria
- La tusa (2015)
- La esquina del diablo (2015) — Ángel Velasco
- Fugitivos (2014) — Steve Houston
- La suegra (2014) — Bernardo Burgos Maldonado
- Escobar, el patron del mal (2012) — Gonzalo Gaviria
- La promesa (2012) — Roberto Aristizábal
- La bruja (2011) — Luis Carlos Estrada
- La Reina del Sur (2011) — Anthony Smith / «Williy Rangel»
- Las trampas del amor  (2011) — Dr. Montes
- El Clon (2010) — Raúl Escobar
- El capo (2009) — Claudio
- Vecinos (2008-2009) — Alfonso «Poncho» María Craus
- Sin senos no hay paraíso (2008-2009) — Octavio Rangel
- El cartel  (2008) — Bodegon
- Zorro, la espada y la rosa (2007) — Javier
- Sobregiro de amor (2007) — Horacio Pérez
- El ventilador (2007) — Fotógrafo
- Criminal (2006) — Santibañes
- Amores de mercado (2006) — Gerardo
- Floricienta (2006) — Fernando (Gerente)
- ¡Anita, no te rajes! (2005) — padre Francisco
- Decisiones (2005) — Josefo
- Amor descarado (2003) — Basilío Concha
- No renuncies Salomé (2002) — Juan Pablo
- Mujer, casos de la vida real (2001-2002) — Vários personagens
- El precio del silencio (2001)
- Amigas y rivales (2001)
- Diseñador ambos sexos  (2001) — psiquiatra de “Juan Felipe Martínez"
- Ramona (2000) — Colorado
- El secreto de Alejandra (1997) — David
- Copas amargas (1996)
- O todos en la cama (1996) —Miguel
- Expedientes (1994)
- La otra raya del tigre (1993)
- Padres e hijos (1993)
- El pasado no perdona (1990-1991)
- Décimo Grado (1986-1991)

## Prêmios e indicações

### Prêmios India Catalina
| Ano  | Categoria                                           | Título                     | Resultado |
| ---- | --------------------------------------------------- | -------------------------- | --------- |
| 2020 | Melhor ator antagônico em uma telenovela ou série   | Distrito salvaje 2         | Indicado  |
| 2017 | Melhor ator protagonista em uma telenovela ou série | Cuando vivas conmigo       | Indicado  |
| 2014 | Melhor ator coadjuvante em uma telenovela ou série  | La promesa                 | Venceu    |
| 2013 | Melhor ator coadjuvante em uma série                | Escobar, el patrón del mal | Venceu    |

### Prêmios TVyNovelas
| Ano  | Categoria                            | Título     | Resultado |
| ---- | ------------------------------------ | ---------- | --------- |
| 2015 | Melhor ator principal em telenovela  | La suegra  | Indicado  |
| 2015 | Melhor ator antagônico em uma série  | Fugitivos  | Indicado  |
| 2014 | Melhor ator coadjuvante em uma série | La promesa | Indicado  |

### Prêmios Talento Caracol
| Ano  | Categoria    | Título              | Resultado |
| ---- | ------------ | ------------------- | --------- |
| 2015 | Melhor vilão | Fugitivos           | Indicado  |
| 2012 | Melhor ator  | A Rainha do Tráfico | Indicado  |

### Prêmios Platino
| Ano  | Categoria                                          | Título             | Resultado |
| ---- | -------------------------------------------------- | ------------------ | --------- |
| 2020 | Melhor ator coadjuvante em uma série ou minissérie | Distrito salvaje 2 | Indicado  |

### Prêmios Emmy Internacional
| Ano  | Categoria                     | Título            | Resultado |
| ---- | ----------------------------- | ----------------- | --------- |
| 2021 | Melhor performance de um ator | El robo del siglo | Indicado  |